# Деймън Олбърн
Деймън Олбърн (на английски: Damon Albarn, роден на 23 март 1968 в Лондон, Англия) е английски певец, писател на песни и музикален продуцент, носител на награда Грами, чийто електрически музикален стил и забележителни текстове го правят един от най-успешните английски музиканти през последните 20 години. Той се включва в много известни проекти и работи съвместно с много известни певци през своята кариера. Олбърн изпъква като ръководител на бритпоп групата Блър, но е световноизвестен заради своята работа с популярната виртуална банда Горилаз, където той участва като основен писател на песните и (под името „2D“) водещ вокалист. Неговите следващи проекти включват The Good, the Bad & the Queen, Monkey: Journey to the West и Mali Music. Олбърн продава над 30 милиона копия в целия свят до 2008.